# Заболотье (Торошинская волость)
Заболотье — деревня в Торошинской волости Псковского района Псковской области России.
Расположена в 14 км к северу от Пскова и в 12 км к западу от деревни Торошино.
Численность населения деревни по состоянию на 2000 год составляла 9 человек.